# Spodnja Bela
Spodnja Bela je naselje v Občini Preddvor. Leži levo od Belskega polja ob potoku Belca, ob cesti Kokrica - Preddvor. S Spodnje Bele vodijo lokalne ceste proti vasem Hraše, Žablje in Srednja Bela. Vas nima cerkve. Spodnja Bela je povezana z rednimi avtobusnimi linijami s Kranjem, Bašljem in Preddvorom.